# I. Basarab havasalföldi fejedelem
I. Basarab (1270-1280 k. – 1352) (egyes forrásokban Basarab János) havasalföldi fejedelem 1310-1352 között. Latin nyelvű magyar forrásokban Bazarad vagy Ivanko Bazarad vagy Bozorad néven szerepel. Őt tartják a Havasalföldi Fejedelemség alapítójának, ezért az újkori román történelemben Basarab Întemeietorul (Alapító Basarab) néven emlegetik. Egy 1332-es, Károly Róbert által kibocsátott okirat szerint Thocomerius fia. Újra és újra ideiglenesen függetlenítette magát 
a Magyar Királyságtól, amihez vazallus államként Havasalföld tartozott.

## Származása és családja
A 19. században és 20. század elején a román történészek románnak tartották Basarabot. Nicolae Iorga azonban figyelembe vett egy másik lehetőséget is: „a név kun ... vajon csak a név?” de ennél nem ment tovább. Utóbb számos történész ebbe az irányba mozdult el. Neagu Djuvara a következőképpen foglalta össze érveit::
- Mind Basarabnak, mind apjának a neve (Thocomerius) kun eredetűek. Bár apját egyesek Batu kán családjából származtatják, tehát nem zárható ki, hogy Basarab valójában tatár származású volt.
- Basarab és fia, Miklós Sándor katolikusok voltak akkor, amikor a románok már évszázadok óta a keleti egyházhoz tartoztak, és Havasalföldön a kunok voltak az egyedüli katolikus nép. (Ennek ellentmond az 1332. november 26-ai Károly Róbert által kiadott dokumentum, amely eretneknek nevezi Basarabot, ami abban a korszakban keleti szertartású keresztényt jelentett.[4])
- A Basarab utódai által alapított legjelentősebb egyházi intézmények, a Cozia kolostor és a Horezu-kolostor szintén kun nevet viselnek.
- Azzal a nem alátámasztott hiedelemmel szemben, hogy Basarab a tatárok elleni küzdelmekben megszerezte volna az elsőbbséget a többi román kenéz felett, a magyar és a szerb krónikák azt írják, hogy a posadai csatában a tatárok a havasalföldiek mellett harcoltak. Mivel az Arany Horda tatárjai, azaz a nyugati tatárok jórészt kun eredetűek voltak, Basarab lehetséges kun származása lehetne a kapcsolat a két nép között.
- 1325-ben egy magyar egyházi személy tanúskodott egy kun nemes fia ellen, hogy ez megsértette a királyt, mondván, hogy Basarab bokájáig sem ér fel. Nicolae Djuvara történész úgy véli, hogy ez a történet azt bizonyítja, hogy a fiatal kun büszke volt a saját népéből származó vajdára.
- A Basarabnak adott „Negru-Vodă” név (jelentése fekete vajda) az arcszínére utal, amint azt Aleppói Pál és Miron Costin is feljegyezték. A románok a kunokat sötétebb bőrűeknek tartották.

Végső soron a történész úgy értékeli a fenti érveket, hogy külön-külön egyik sem tekinthető bizonyítéknak, de együttesen komoly érvet jelentenek.
Constantin C. Giurescu és Dinu C. Giurescu történészek szerint az hogy Basarab nevének jelentése az ótörök nyelvben „uralkodó atya”, illetve az hogy kun származású, nem rendkívüli dolog, „ez semmivel nem csökkenti Basarab románságát.”.
Más történészek szerint a „Basarab” név kun nyelven „legszentebb, leghatalmasabb, a győzedelmes” jelentésű. Georgeta Penelea megjegyzi, hogy a név kun eredete kétségtelen, de ebből nem kehet következtetést levonni a viselőjére nézve. Lehetséges az is, hogy Basarab anyja kun nemes lány volt.
Basarab tehát egy bizonyos Thocomerius fia volt, akit jól ismertek a magyar királyi udvarban. A câmpulungi és Râmnicu Vâlcea-i egyházi adatok szerint a felesége Margit volt, akitől két gyermeke született Miklós Sándor, a jövendőbeli fejedelem (1352 – 1364) és Teodóra, aki Iván Sándor bolgár cár felesége lett.
A feljegyzésekben és képi ábrázolásokban is az arcának vonásai is nagyon emlékeztetnek török jellegű etnikumra, s ezt utódai is viselték magukon. Egész Havasalföldön és Moldvában is még sok helyen éltek kunok, akiknek bár szétszóródása és asszimilációja már a 13. század második fele óta folyamatos volt, de nem következett be egyik napról a másikra. A kunság azonosulása a románsággal lassan haladt. Az akkori havasalföldi kenézek és előkelők is jobbára kun, vagy más török eredetű neveket viseltek, amely a román történészek, mint Penelea szerint még nem enged a származásra következtetni, míg más vélemények ezt látják, amelyet számos más példa alátámaszt.
A másik széles körben elterjedt elképzelés származását illetően az, hogy mongol-tatár származású. Némely forrás szerint Tihomur Möngke Temür fia, aki az Arany Horda uralkodója volt, Batu kán unokája és Dzsingisz kán ükunokája. Ami azt jelenti, hogy Basarab vajda Dzsingisz kán leszármazottja volna. A kunokat részben a letelepedett mongol csoport is magukba olvasztották, a mostani krími tatárok is kun-tatár keveredésből alakultak ki, ezért lehet, hogy bár Basarab és Tihomir neve mégis kun, de távolabb szemlélve családfájukat lehetnek tatár, vagy mongol származásúak.

## Uralkodása

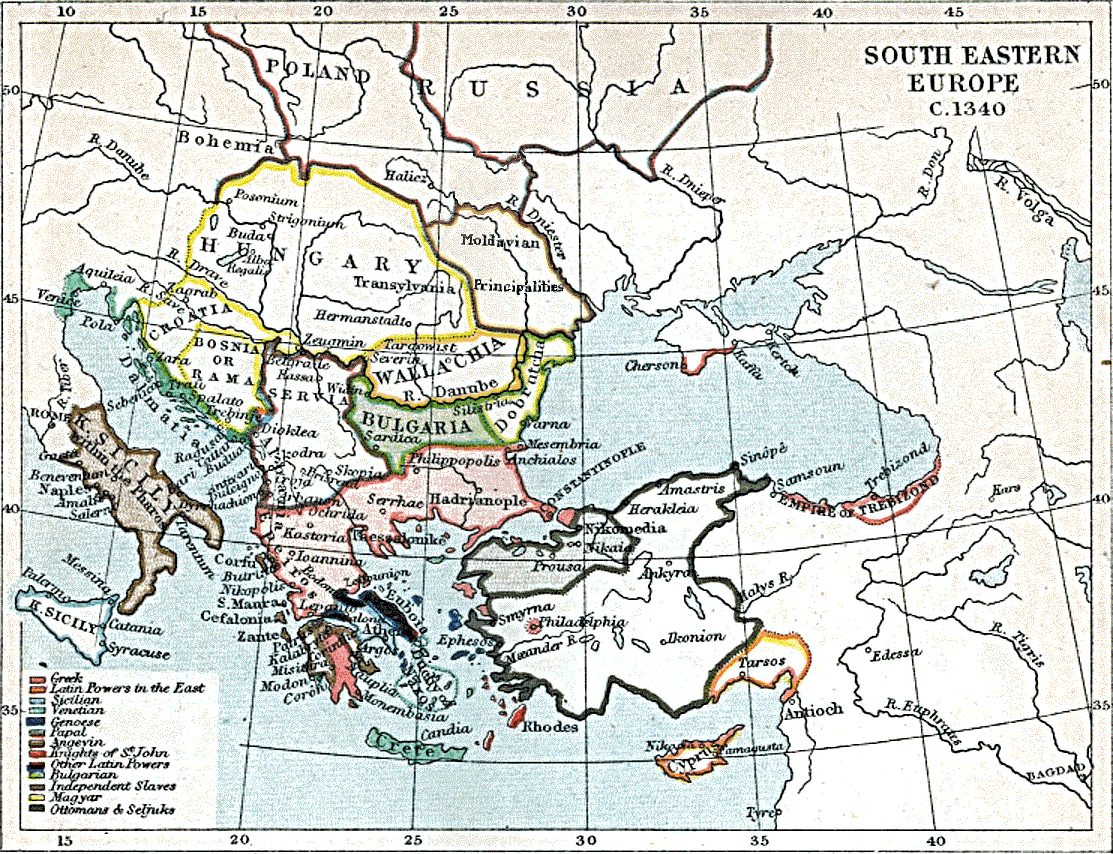
Délkelet-Európa politikai térképe 1340-ben

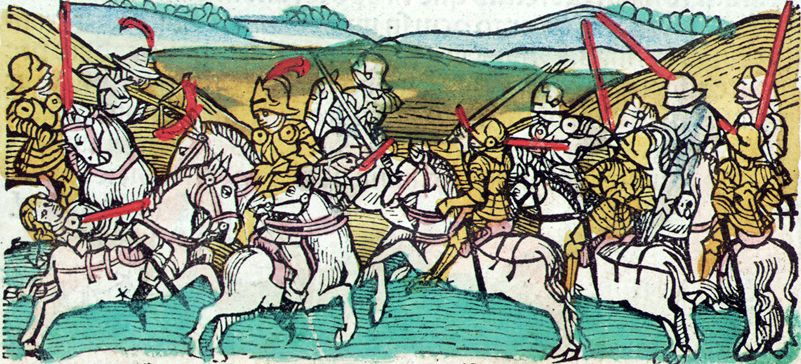
A posadai csata a Thuroczi-krónikában

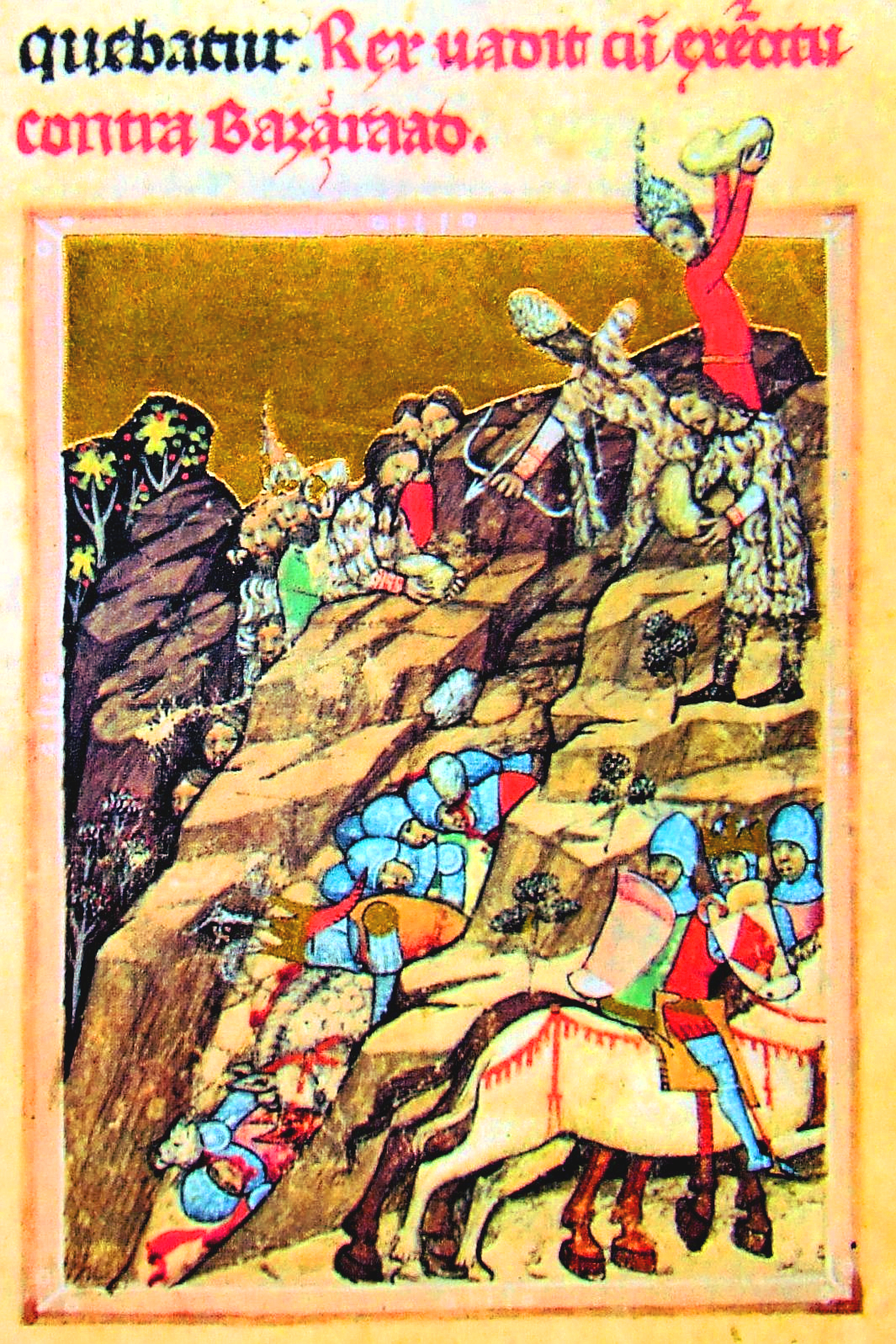
A posadai csata a Képes krónikai egyik illusztrációján

A források teljes hiányában I. Basarab uralkodásának kezdetét 1310 körülre teszik, egy 1605-ös olasz krónikában feljegyzett hagyomány szerint, amely a Fekete Vajda trónra lépéséről szól. Egy magyar okirat szerint 1317-ben már kétségkívül hatalmon volt., amikor is helyi konfliktusba keveredett a Méhed vára környéki nemesekkel. Constantin Kogălniceanu történész úgy véli, hogy a magyarországi trónviszályok időszakában, vagyis 1318-ig Basarab egyesítette a Kárpátoktól délre fekvő kenézségeket, létrehozva a Havasalföldi Fejedelemséget. Constantin C. Giurescu ezzel szemben azt tartja, hogy az egyesítés már 1307 előtt, azaz Károly Róbert trónra lépése előtt megtörtént. A történészek megosztottak abban a tekintetben, hogy hol helyezkedett el az államalakulat kezdeti magja. A két fő elmélet szerint az egyesítés vagy az Olt bal partjáról, Curtea de Argeș és Câmpulung irányából indult, vagy pedig Litovoi a jobb parton elhelyezkedő vajdaságából.

### Kapcsolata a bolgárokkal
Basarab kevéssel 1322 előtt lánya, Teodóra házassága révén rokoni kapcsolatba került Iván Sándor bolgár cárral. Iván Szracimir bolgár cár Baszarab unokája volt. 1323-ban III. Mihály bolgár cárt egy „ungrovlach”-nak nevezett hadsereg segítette a Bizánci Császárság elleni harcban. Noha a sereg vezérének a nevét nem jegyezték fel, a történészek szerint ez I. Basarab volt. Basarab 1330-ban is segítségére kelt a bolgár cárnak, a június 28-ai velbuždi csatában III. István Uroš csapatai ellen. Ebben az ütközetben Basarab és szövetségese vereséget szenvedett.

### Kapcsolata a magyarokkal
Uralma elején még Magyarország vazallusa volt, 1324-ben úgy szerepel a magyar okiratokban mint „Bazarab, woyvodam nostrum Transalpinum”, de egy idő után megtagadta a 7000 márka hűbéresi adó kifizetését, sőt, 1325-ben elfoglalta Magyarországtól a Szörényi bánságot. Károly Róbert magyar király követek útján próbálta jobb belátásra bírni, de minden bizonnyal eredménytelenül, hiszen ugyanazon év szeptemberében a magyar király büntetőhadjáratra indult egykori vazallusa ellen. Elfoglalta Szörényvárat, majd előrenyomult a vajda székhelye (Argyasudvarhely) felé. Károly a Képes krónika leírása szerint ezt üzente a vazallusának:

„Mondjátok meg Bazarádnak: ő az én juhaim pásztora; szakállánál fogva húzom ki búvóhelyéről!”

– Képes krónika

Basarab békeajánlata hidegen hagyta a magyar uralkodót, pedig az felajánlotta túszul egyik fiát és vállalta a régi adó kifizetését is, 

„csak, hogy térjetek vissza békében és óvakodjatok a veszélyektől, mert ha közelebb jöttök, azoktól meg nem szabadultok”

.
A magyar sereg, miután lerombolta a vajda székhelyét, egy szűk hegyi szorosban, Posada-nál (valószínűleg a Vöröstoronyi-szoros) szembesült a vajda fenyegetésével. A négy napig tartó csatában, amit a történelem a posadai csata néven ismer, Károly Róbert és serege katasztrofális vereséget szenvedett a lesből támadó Basarab csapataitól. A magyar sereg megmenekült maradványa csak nagy nélkülözések árán jutott el december közepe táján Magyarországra.
E győzelem révén I. Basarab ideiglenesen függetlenítette Havasalföldet a Magyar Királyságtól. 1343 körül Basarab társuralkodóvá emelte Miklós Sándor fiát. Ez utóbbi I. Lajos udvarába utazott, hogy újra megteremtse a kapcsolatot a Magyar Királysággal. Magyar offenzíva indult a tatárok ellen. Basarab, mint a magyar király hűbérese, kénytelen volt átértékelni a külpolitikáját. Az 1343 – 1345 körüli hadjáratokban elfoglalta a tatároktól a Duna-deltától északra fekvő területeket, a Prut és a Dnyeszter között.

### Kapcsolata a tatárokkal

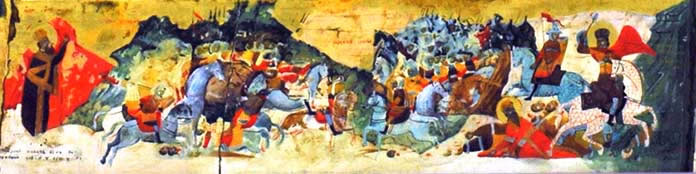
Az 1330-as velbudzsi ütközet

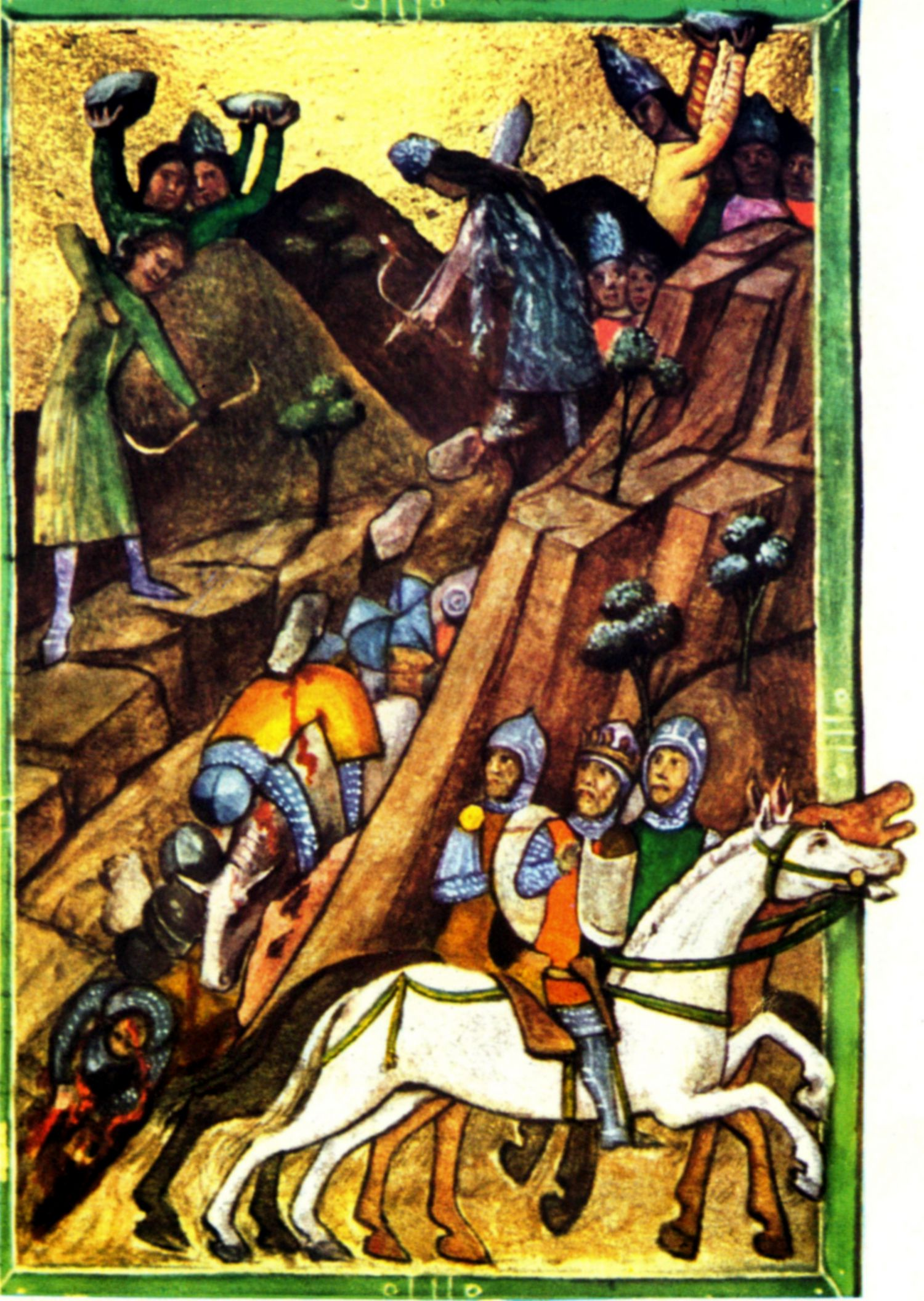
A posadai csata a Képes krónikában

Gheorghe Brătianu román történész véleménye szerint I. Basarab kihasználta a Magyar Királyságban uralkodó helyzetet és az Arany Horda védelme alá helyezte magát. 1330-ban a havasalföldiek és a tatárok két ütközetben is egymás mellett harcoltak (a bolgárok elleni győztes, 1330-as velbuždi ütközetet követően az első dunai bolgár állam nyugati területei szerb kézre kerültek, a magyarok elleni posadai csatában pedig Havasalföld függése a Magyar Királyságtól rövid időre megszűnt).
Más román történész is osztozott a tatárokkal való együttműködés tételében, például az 1003 könyvet, 12 755 cikket és 4963 recenziót írt Nicolae Iorga és Petre P. Panaitescu. Ez utóbbi arra hivatkozott, hogy a bizánciak és bolgárok egyik 1331-beli csatájában, a bizánci császár meghallva a tatárok trombitáját úgy vélte (utóbb kiderült, hogy tévesen), hogy „ez a Dunán túli géták (románok) taktikai manővere, akik ugyanolyan fegyvereket használnak, mint a tatárok, a legtöbbjük íjász”.  Ebből a leírásból a történész azt a következtetést vonta le, hogy távolról Basarab lovasai összetéveszthetőek voltak a tatárokkal, és átvették a tatárok harcmodorát. Más történészek a Basarab és tatárok közötti együttműködés feltételezését puszta feltevésnek minősítik.